# Rasphuis (Gand)
Il Rasphuis era una casa di correzione per mendicanti, disoccupati e vagabondi situata a Gand, lungo la Coupure, il canale scavato nel 1751 su indicazioni di Maria Teresa d'Austria. 
Questa struttura fu costruita nel 1773 su iniziativa di Maria Teresa d'Austria, secondo le idee del borgomastro di Gand, Jean Jacques Philippe Vilain XIIII, e secondo i progetti del capomastro di Gand Ignace Malfeson. Fu imitato in Inghilterra e Prussia, aveva la forma di un ottagono e poteva ospitare circa 1500 prigionieri. All'inizio furono finiti solo cinque settori, fu Guglielmo I ha completare l'edificio. Il Rasphuis sostituì la galera di Anversa che fu abolita da quest'ultimo.
Dall'ottagono centrale si poteva controllare l'intero complesso e la divisione in ali offriva la possibilità di rinchiudere i prigionieri separatamente per tipologia.

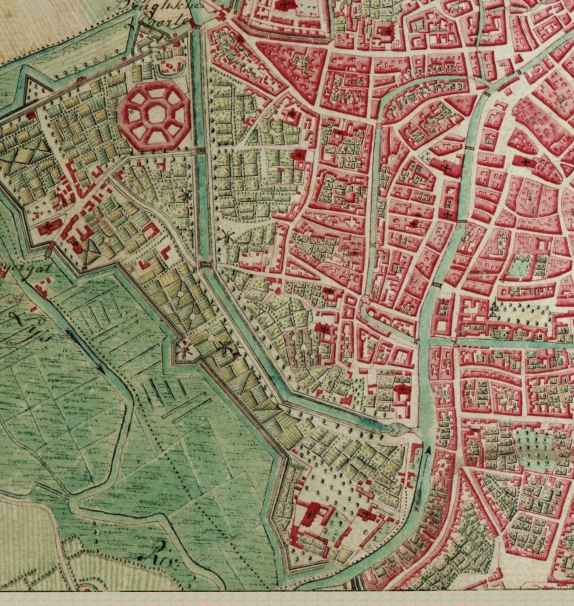
La posizione del Rasphuis sulla mappa di Joseph de Ferraris.

Dal 1794 il lavoro penale fu organizzato con fini economici, sulla base all'idea che l’ozio era la causa generale di molti crimini (i lavoratori invece pensano unicamente al lavoro che li nutre). C'era quindi l'obbligo di eseguire un lavoro, ma era anche prevista una retribuzione che permettesse di migliorare la propria sorte, mentre si acquisiva il gusto del lavoro. Veniva insegnato un mestiere che permettesse in futuro di vivere senza problemi economici. La durata della pena aveva senso solo se non era troppo corta e se non era senza limite.
I prigionieri dovevano produrre segatura dalla corteccia di alberi per l'industria delle vernici. Lieven Bauwens faceva condannare i prigionieri a lavorare per lui. Dovevano tessere filati per le sue fabbriche a Chartreuse. In cambio, si prendeva cura del loro mantenimento e del loro stipendio. Poiché Bauwens cercava solo il massimo profitto e agiva secondo il principio di niente lavoro, niente cibo, incontrò difficoltà dopo la partenza del suo patrono, il prefetto Faipoult. 
Nel 1935 la prigione fu chiusa. Nel 1937 l'edificio fu demolito per far posto a un collegio agrario, divenuto poi facoltà di bioingegneri. Il nome sopravvive nella Rasphuisstraat, che però si trova dall'altra parte della Coupure.